# Anna Atkins
Anna Atkins, nascuda com Anna Children, (16 de març de 1799 – 9 de juny de 1871) va ser una botànica i fotògrafa anglesa. Se la considera la primera persona que va publicar un llibre il·lustrat amb imatges fotogràfiques. Algunes fonts la citen com la primera dona que va crear una fotografia.

## Els primers anys
Anna Children va néixer a Tonbridge, Kent, Anglaterra, el 16 de març de 1799. La seva mare Hester Anne no es va recuperar de les conseqüències de l'infantament i va morir l'any 1800. Anna va créixer molt lligada al seu pare John George Children, un científic amb interessos diversos: zoòleg, botànic i aficionat a la mineralogia i a l'astronomia. En honor seu han rebut nom un mineral, la childrenita, la serp pitó Children, Antaresia childreni i un insecte, Tropidoderus childrenii.
Anna Atkins va rebre una educació molt especial, amb una formació científica inusual que ultrapassava les ensenyances pròpies d'una dona de la seva època. Aquest ambient va suposar un estímul per a l'afició científica d'Anna, lligada a les activitats del seu pare. El 1823 va fer detallats dibuixos de més de dues-centes closques que van servir per il·lustrar la traducció que el seu pare havia fer del llibre de Jean de Lamarck Genera of Shells. Els dibuixos originals es conserven al Museu Britànic.

## Anna Atkins, botànica
Anna es va casar amb John Pelly Atkins, cap de policia del poble i promotor del ferrocarril, el 1825, i es van instal·lar a Halstead Place, la casa familiar dels Atkins a Sevenoaks, Kent. Allà va continuar desenvolupant el seu interès per la botànica i va fer un herbari que finalment s'incorporaria a les col·leccions del British Museum però que inicialment va regalar als jardins de Kew mitjançant son pare, que es va adreçar amb aquestes paraules a l'aleshores director: "La senyora Atkins us agraeix enormement que aproveu els seus petits regals, perquè és ella qui us els envia. Jo sóc el canal de comunicació."
L'any 1839 va ser admesa a la Botanical Society de Londres, una de les poques institucions científiques de l'època que admetien dones. El seu interès per la botànica va anar més enllà de la simple afició, comuna a les dones de l'època, i a més d'elaborar herbaris va aprofitar els contactes del seu pare amb la comunitat científica per a eixamplar els horitzons de la descripció dels espècimens que recollia.

## L'interès per la fotografia
La dificultat d'il·lustrar de manera detallada les algues i plantes que recollia va estimular Anna Atkins a aprendre la manera de fer impressions de les mateixes plantes, amb tots els seus detalls. Anna es va mostrar molt interessada per les diferents tècniques fotogràfiques emergents des dels seus inicis.
L'any 1839 el seu pare va assistir a una sessió de la Royal Institution de Londres on William Henry Fox Talbot va presentar els resultats del mètode fotogràfic de la calotípia, que havia inventat recentment. William Fox Talbot havia compartit ja el seu treball amb Children, que hi havia manifestat un gran interès, tal com explica en una de les cartes que li va escriure: "No sé com expressar-vos el meu agraïment per la vostra gentil i ràpida resposta a la meva petició... Quan torni a Kent, la meva filla i jo ens posarem a fer feina amb el major interès fins que dominem la pràctica del vostre valuosíssim procés." L'any 1841, amb el seu pare, adquirien una càmera per obtenir els seus propis calotips.
Després d'aquests passos inicials amb el calotip Anna va aprendre una nova tècnica, la cianotípia, d'un altre col·lega del seu pare, John Herschel, que havia presentat aquest procés fotogràfic de la seva invenció l'any 1842. L'obtenció dels cianotips presentava avantatges importants: el procés era més barat, no requeria una màquina com la calotípia (que, a més, estava sota patent) i, a més, els resultats eren més estables i molt satisfactoris.

### Galeria de cianotips

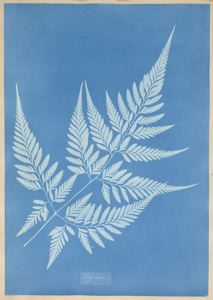
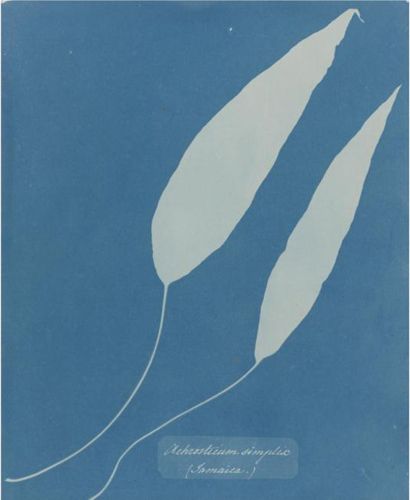
Achrosticum simplex
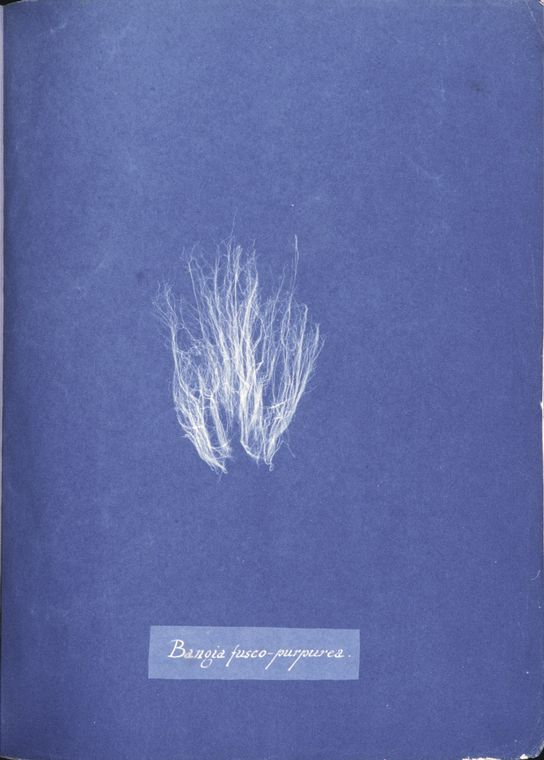
Bangia fusco-purpurea
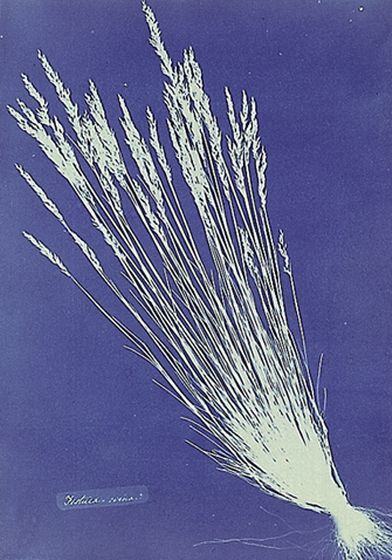
Festuca sp.
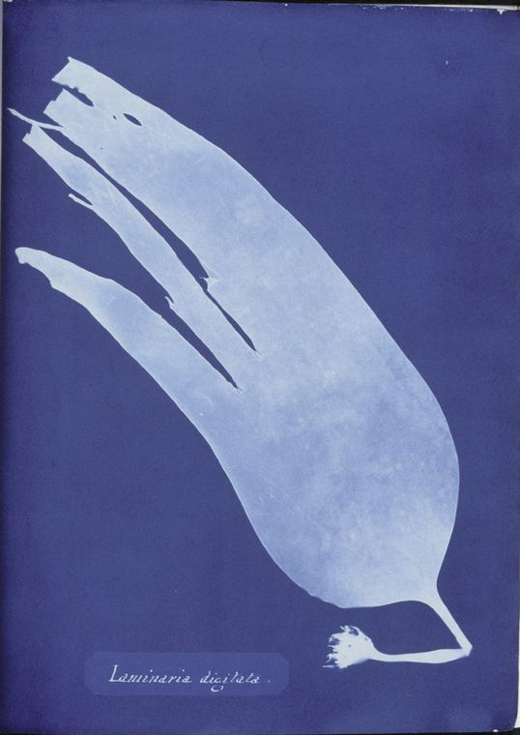
Laminaria digitata
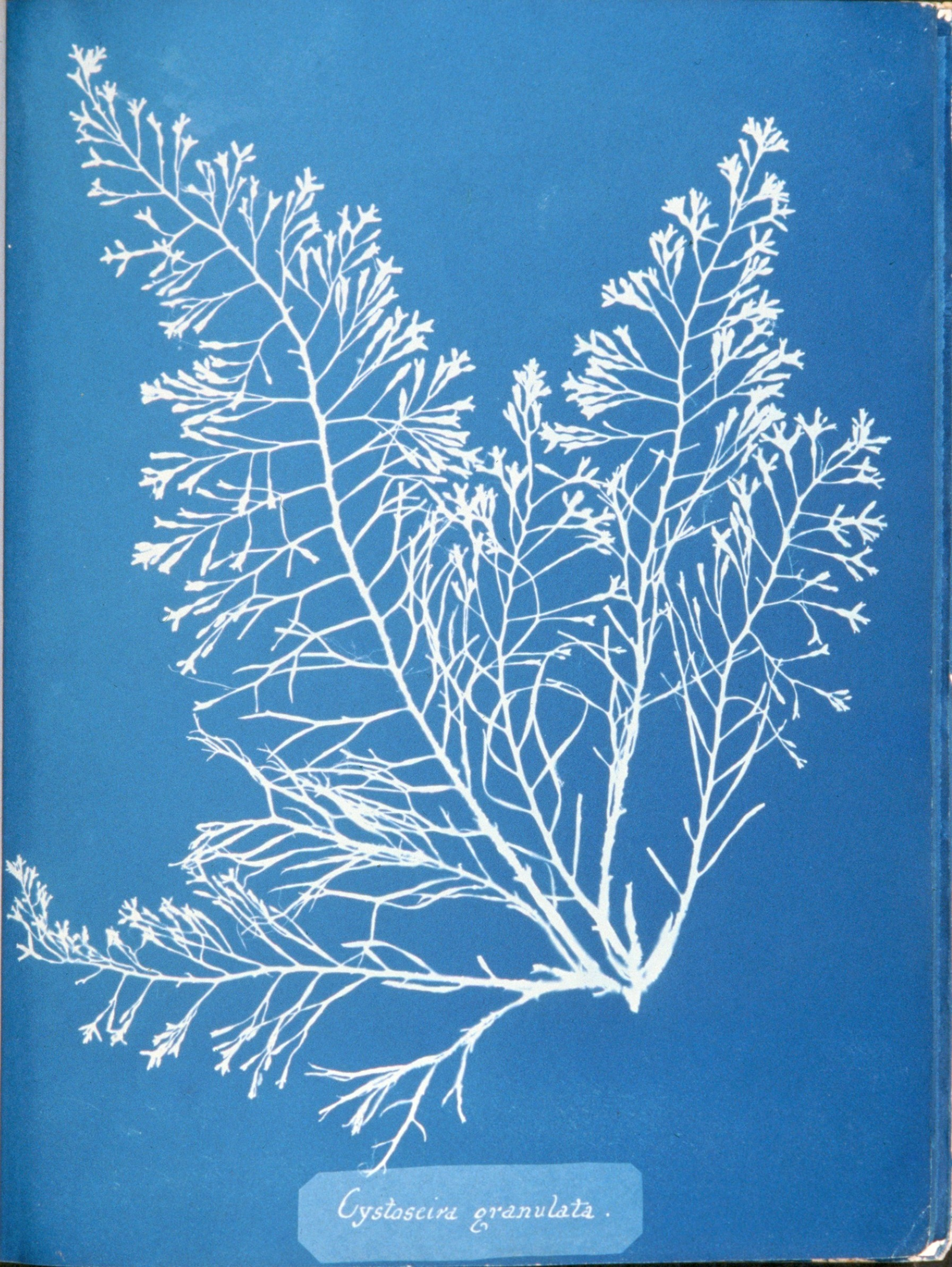
Cystoseira granulata
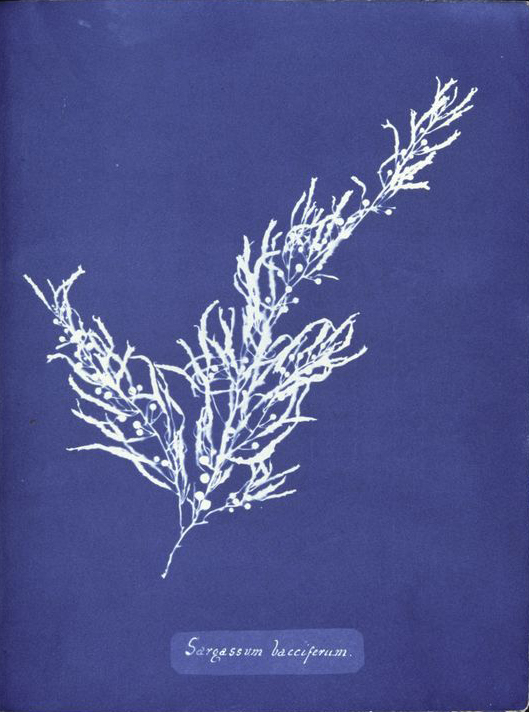
Sargassum bacciferum
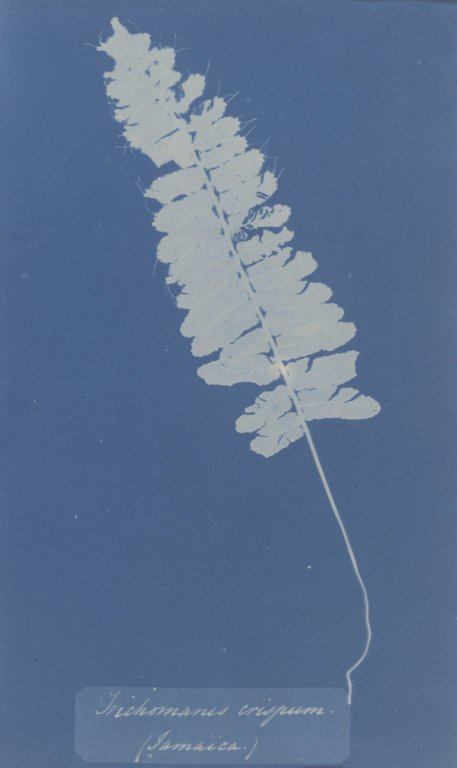
Trichomanes crispum

Per a més imatges vegeu-ne les seccions posteriors.

## Fotografies de les algues britàniques: impressions cianotípiques

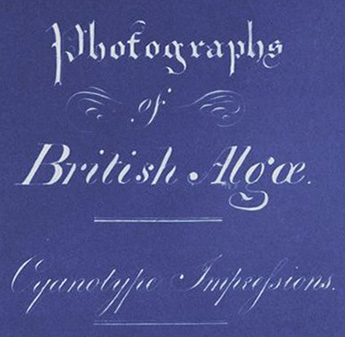
Detall de la pàgina del títol del llibre Photographs of British Algae: Cyanotype Impressions d'Atkins, publicat el 1843 i que va ser el primer llibre il·lustrat amb imatges fotogràfiques

Poc després d'aprendre la tècnica de la cianotípia Anna aplicava el procés a algues marines tot col·locant les algues seques originals en contacte directe amb el paper cianotípic, creant així impressions per contacte.
Atkins va autopublicar els seus fotogrames amb el títol Photographs of British Algae: Cyanotype Impressions en octubre de 1843. Aquest llibre es considera la primera publicació il·lustrada amb imatges fotogràfiques, tot i que va ser publicat de manera privada, amb un nombre limitat de còpies, i amb el text escrit a mà. Les fotografies que Atkins va incloure en aquesta publicació il·lustraven els textos del llibre de 1841 A Manual of British Algae en el qual William Harvey proposava un sistema per identificar les algues de les Illes Britàniques però sense imatges que les reproduïssin.
Vuit mesos després, al juny de 1844, va ser publicat el primer fascicle de The Pencil of Nature, obra de William Henry Fox Talbot, que és considerat el primer llibre il·lustrat amb fotografies que va ser publicat comercialment. Les motivacions de Talbot eren completament diferents, ja que amb aquesta publicació per fascicles no pretenia il·lustrar un llibre científic sinó promocionar el seu invent, el calotip.
Atkins va treballar durant 10 anys en aquesta publicació il·lustrada i va obtenir més de quatre-cents cianotips que anava lliurant. Els primers exemplars, els va regalar a J. Herschel "with Mrs. Atkins compliments" i a la Royal Society i el 1853 va completar la sèrie amb una dedicatòria en la qual explicava les motivacions que l'havien duta a emprendre aquest treball, en especial "The difficulty of making accurate drawings of objects so minute as many of the Algae and Conferae, has induced me to avail myself of Sir John Herschel's beautiful process of Cyanotype, to obtain impressions of the plants themselves, which I have much pleasure in offering to my botanical friends."

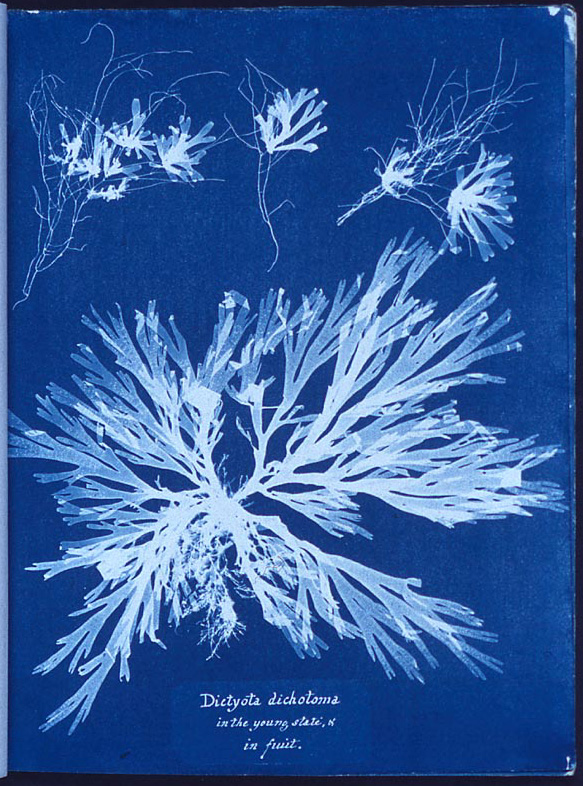
Cianotip de Dictyota dichotoma que va formar part del seu llibre Photographs of British Algae: Cyanotype Impressions, publicat el 1843

Entre 1843 i 1853 Atkins va produir un total de tres volums de Photographs of British Algae: Cyanotype Impressions. Tan sols es coneix l'existència de 17 còpies del llibre, no totes completes. En l'actualitat es poden trobar, entre altres institucions, al:
- British Library, Londres, que ofereix en línia imatges escanejades de 429 pàgines de la seva còpia.[19][20]
- Kelvingrove Art Gallery and Museum, Glasgow, Escòcia.[21]
- Metropolitan Museum of Art, Nova York.[22]
- New York Public Library,[23] que ofereix en línia imatges escanejades de 285 pàgines de la seva còpia.[24]
- Royal Society, Londres. La seva còpia conté 403 pàgines i 389 imatges i es pensa que és l'única del llibre tal com el va concebre Atkins.[19]
- Victoria & Albert Museum London en disposa d'alguns originals a la seva biblioteca.

Les còpies assoleixen preus exorbitants per la raresa del llibre i el seu gran valor històric. Una còpia de llibre amb 411 cianotips en tres volums va ser subhastada per 133.500 lliures esterlines el 1996. Una altra còpia amb 382 imatges en dos volums, que havia estat propietat del científic Robert Hunt (1807-1887) va arribar a les 229.250 lliures esterlines en una subhasta el 2004.

## Treballs posteriors

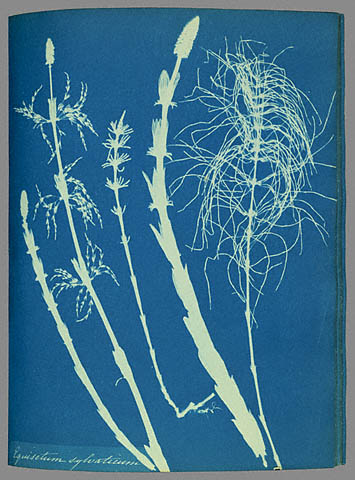
Fotograma dEquisetum sylvaticum del llibre d'Atkins i Dikson de 1853 Cyanotypes of British and Foreign Ferns

En la dècada de 1850 Atkins va col·laborar amb Anne Dixon (1799–1864), a qui considerava com una germana i amb qui compartia l'interès per la botànica. Dixon va ajudar Atkins a organitzar el llegat documental del seu pare George Children quan aquest va morir l'any 1852, amb la finalitat d'escriure les seves memòries. Anne Dixon es va interessar també pel cianotip i, així, de manera conjunta, van produir almenys tres àlbums amb fotografies:
- Cyanotypes of British and Foreign Ferns (1853), que Anne Dixon va regalar al seu nebot Henry Dixon i que ara es troba al J. Paul Getty Museum.
- Cyanotypes of British and Foreign Flowering Plants and Ferns (1854), del qual es conserven pàgines disperses en diversos museus i col·leccions. Anne Atkins va dedicar aquest treball a Anne Dixon.
- Un àlbum dedicat al "capità Henry Dixon," nebot d'Anne Dixon (1861).

A més d'aquests treballs, Atkins va publicar altres llibres sense fotografies:
- Atkins, Anna. The perils of fashion. Londres, 1852.
- Atkins, Anna. The Colonel. A story of fashionable life. By the author of "The perils of fashion." Londres: Hurst & Blackett, 1853.
- Atkins, Anna. Memoir of J.C. Children, including some unpublished poetry by his father and himself. Londres: John Bowye Nichols and Sons, 1853.
- Atkins, Anna. Murder will out. A story of real life. By the author of "The colonel," etc. Londres, 1859.
- Atkins, Anna. A page from the peerage. By the author of "The colonel." Londres, 1863.

Anna Atkins va morir a Halstead Place el 1871 de "paràlisi, reumatisme i esgotament" als 72 anys i és enterrada al cementiri local simplement com a "filla de..." i "muller de...".